# Velika Gorica
Velika Gorica – miasto w Chorwacji, w żupanii zagrzebskiej, siedziba miasta Velika Gorica. Szóste pod względem liczby ludności miasto kraju. W 2011 roku liczyła 31 553 mieszkańców.